# 蓝天街道 (准格尔旗)
蓝天街道，是中华人民共和国内蒙古自治区鄂尔多斯市准格尔旗下辖的一个乡镇级行政单位。

## 行政区划
蓝天街道下辖以下地区：
铁北社区、阳光社区、白云社区、贾家湾社区、张家塔社区、关地塔社区和阿岱沟村。